# Slottsskogsgatan
Slottsskogsgatan är en gata i stadsdelarna Kungsladugård, Majornas 1 rote och Slottsskogen i västra Göteborg. Den genomkorsar primärområdet Kungsladugård och löper från Karl Johansgatan — där Jægerdorffsplatsen ligger i flervägsmötet — i norr till ett trevägsmöte med Högsboleden i söder.

## Geografi
Norr om Mariaplan samt ett kvarter öster om Mariaplan, bildar gatan gräns mellan primärområdena Majorna — här representerat av Gråberget — och Kungsladuård. Därefter löper gatan i stort sett som gräns mellan Kungsladugård i väster och Slottsskogen i öster. På den nordöstra sidan av gatan, mot Gråberget, ligger Dalheimers hus.
Slottsskogsgatan bildar i norr del av en rak trafikled genom Kungsladugård. Söder om Mariaplan byter denna genomfartsled namn till Kungsladugårdsgatan, medan Slottsskogsgatan ändrar karaktär och blir en lokalgata bland flerfamiljshus och villor utefter Slottsskogens västra kant. Längst i söder blir gatan en genomfartsled som anknyter till Högsboleden.

## Historik
Slottsskogsgatan förekom i skrift första gången 1785 (Mariebergs Kyrkobok, sid 5). Namnet kommer från Slottsskogen, som gatan delvis löper utefter i söder. Gatan fick sitt nuvarande läge 1850.
Längst i söder uppgick en del av Slottsskogsgatan 1932 i Stubbeledsgatan.